# غريغوريو ماريا أغيري إي غارسيا
غريغوريو ماريا أغيري إي غارسيا هو عالم عقيدة وسياسي إسباني، ولد في 12 مارس 1835 في La Pola de Gordón ‏ في إسبانيا، وتوفي في 10 أكتوبر 1913 في طليطلة في إسبانيا.

## مناصب
- انتخب مدير رسولي  [لغات أخرى]‏ (2 ديسمبر 1899 – ).
- انتخب مطران كاثوليكي  [لغات أخرى]‏ (21 مايو 1894 – ).
- انتخب مطران كاثوليكي  [لغات أخرى]‏ (29 أبريل 1909 – ).
- انتخب أسقف أبرشية [الإنجليزية]‏ (27 مارس 1885 – ).
- انتخب Bishop of Lugo  [لغات أخرى]‏.
- انتخب Roman Catholic Archbishop of Burgos  [لغات أخرى]‏.
- انتخب Senator of the Kingdom  [لغات أخرى]‏.
- انتخب أسقف كاثوليكي (21 يونيو 1885 – ).
- انتخب كاردينال (15 أبريل 1907 – ).
- انتخب مطران طليطلة  [لغات أخرى]‏.